# Consolidatie (gesteente)
Consolidatie is een proces waarbij sedimenten of bodems onder hun eigen druk inkrimpen. Als eindresultaat kan het sediment uiteindelijk worden omgevormd tot een sedimentair gesteente.

## Verdwijnen van gassen en vloeistoffen uit sediment
Door de druk wordt het aanwezige poriënwater uit de grond geperst. Hoe meer water uit de poriën wordt geperst, des te groter zijn de zettingen. Het pad van dit proces hangt af van de samendrukbaarheid en doorlaatbaarheid van de bodem.
Zand heeft een hoge doorlatendheid, wat een snel consolidatieproces betekent.
Klei en veen hebben een lage doorlatendheid, wat het consolidatieproces traag maakt. Bij klei en veen leidt consolidatie tot inklinking, een proces dat niet omkeerbaar is wanneer weer water aan de klei wordt toegevoegd.

## Ontstaan van gesteente
Sediment kan nog verder consolideren als op korrelschaal door oplossing onder druk de korrels aan elkaar kitten. Voorbeelden zijn:
- zand       → zandsteen,
- grind      → conglomeraat
- silt       → siltsteen
- veen       → bruinkool
- klei       → schalie

Een andere vorm van consolidatie komt voor als het poriënwater een opgelost mineraal bevat, dat neerslaat waarbij de poriën als het ware dichtgroeien. Dit wordt cementatie genoemd. Het bekendste voorbeeld is het ontstaan van kalksteen als gevolg van het neerslaan van calciet. Een gesteente dat opgebouwd is uit neergeslagen mineralen wordt kristallijn genoemd, omdat het bestaat uit kristallen (men zegt dan dat het een kristallijne textuur heeft).